# Semora
Semora is een geslacht van spinnen uit de familie springspinnen (Salticidae).

## Soorten
De volgende soorten zijn bij het geslacht ingedeeld:
- Semora infranotata Mello-Leitão, 1945
- Semora langei Mello-Leitão, 1947
- Semora napaea Peckham & Peckham, 1892
- Semora trochilus Simon, 1901